# 公立八鹿病院組合

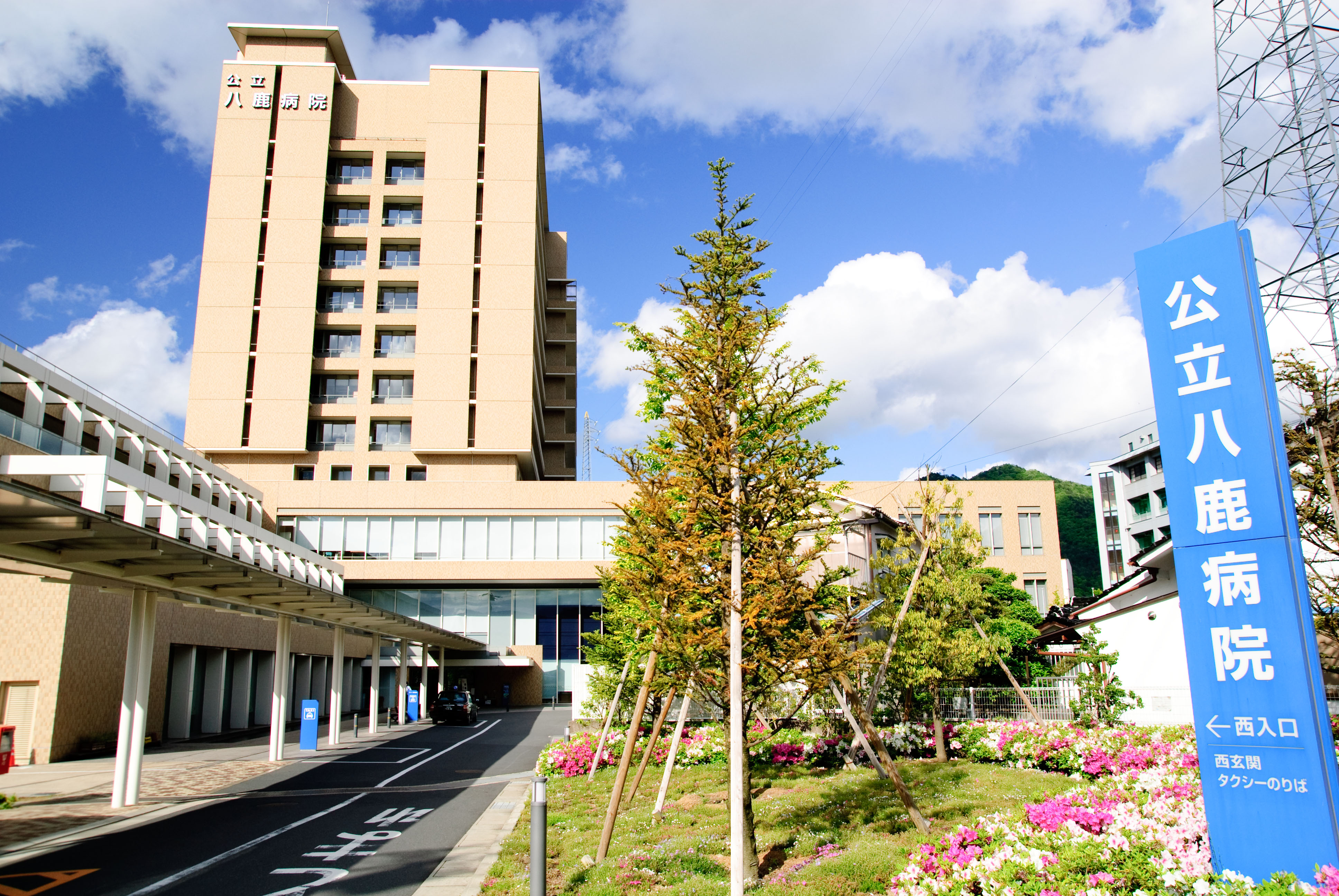
公立八鹿病院

公立八鹿病院組合（こうりつようかびょういんくみあい）とは、地方自治法に基づいて設置された公立病院運営のための一部事務組合である。
兵庫県養父市と美方郡香美町の1市1町で構成されている。

## 概要
構成市町
養父市、美方郡香美町
主たる住所
兵庫県養父市八鹿町八鹿1878-1
運営施設
養父市
公立八鹿病院（八鹿町八鹿）
公立八鹿病院看護専門学校（八鹿町下網場）
公立八鹿病院介護老人保健施設（八鹿町下網場）
南但訪問看護センター（八鹿町下網場）
香美町
公立村岡病院（村岡区村岡）
朝来市
朝来訪問看護ステーション（立野）

## 運営病院
公立八鹿病院
（こうりつようかびょういん）
1946年（昭和21年）に日本医療団八鹿病院として開設された。日本医療団の解散に伴い、1949年（昭和24年）に現病院名となった。2006年（平成16年）に現地新築整備事業第1期工事が完成し、現在の病床は合計420床である。

公立村岡病院
（こうりつむらおかびょういん）
1956年（昭和31年）に公立八鹿病院附属村岡診療所として開設された。公立八鹿病院村岡分院、公立八鹿病院組合立村岡病院を経て、1991年（平成3年）より現病院名となった。現在の病床は一般病床50床である。

## 歴史
- 1946年（昭和21年）- 日本医療団八鹿病院が開設。
- 1949年（昭和24年）- 八鹿病院は八鹿町国民健康保険直営となり、公立八鹿病院と改称。
- 1956年（昭和31年）- 公立八鹿病院附属村岡診療所が開設。
- 1957年（昭和32年）- 八鹿町・養父町・大屋町・関宮町・村岡町・和田山町で国民健康保険八鹿病院組合を設立し、病院経営が移管。同年、公立八鹿病院組合と改称。
- 1957年（昭和32年）- 和田山町が脱退し、5町の構成となる。
- 1962年（昭和37年）- 公立八鹿病院附属村岡診療所が公立八鹿病院村岡分院となる。
- 1963年（昭和38年）- 公立八鹿病院附属准看護婦養成所を開校。
- 1967年（昭和42年）- 公立八鹿病院村岡分院が公立八鹿病院組合立村岡病院に改称。
- 1990年（平成2年）- 美方郡美方町が加入し、6町の構成となる。
- 1991年（平成3年）- 公立八鹿病院組合立村岡病院が公立村岡病院に改称。
- 1993年（平成5年）- 公立八鹿病院看護専門学校、公立八鹿病院老人保健施設開設。
- 1994年（平成6年）- 南但訪問看護センター開設。
- 1999年（平成11年）- 朝来訪問看護ステーション開設。
- 2004年（平成16年）- 養父市誕生に伴い、1市2町の構成となる。
- 2005年（平成17年）- 香美町誕生に伴い、1市1町の構成となる。